# Jon Emili Uriarte
Jon Emili Uriarte (n. 1961) es un entrenador argentino de voley. Como jugador, ganó la medalla de bronce en los Juegos Olímpicos de Seúl 1988. También obtuvo un diploma olímpico al salir sexto en los Juegos Olímpicos de Los Ángeles 1984. En 1982, integró el plantel que alcanzó el tercer lugar en el Campeonato Mundial. Fue tres veces campeón argentino. Jugó también en Italia, Francia y Holanda. Como entrenador dirigió los seleccionados de Australia en los JJOO de Atenas 2004 y Londres 2012 y de Argentina en el Mundial de Japón 2006.

## Trayectoria como entrenador
Luego de su retiro en 1990, se dedicó a la dirección técnica. Entre 2001 y 2004, dirigió a la selección de Australia, obteniendo por primera vez la clasificación a un Juego Olímpico en Atenas 2004. Entre 2005 y 2008, dirigió a la Selección argentina. Como entrenador de clubes, dirigió a Chacarita FC Azul (1991/93) y Azul Voley Club (1993/2001), obteniendo con cada uno dos ligas nacionales, y el Telemig Minas de Brasil, con el que obtuvo el campeonato paulista y el subcampeonato de la Superliga Brasilera.
A finales de 2005, fue nombrado entrenador de la Selección argentina luego de ganar el concurso de proyectos que por primera vez convocó la Federación del Voleibol Argentino (FEVA). Su proyecto diseñó el plan estratégico del voleibol argentino para los siguientes 11 años y el camino para el desarrollo de una nueva generación de jugadores de alto rendimiento.
Su mejor paso como técnico fue en la Liga Mundial de 2006 con 7 victorias, cuyo grupo estaba constituido además por Brasil, Finlandia y Portugal. 
Después siguió el Mundial Japón 2006.
La designación de Luciano De Cecco como armador titular con solo 18 años, fue un signo fuerte del rumbo en este nuevo ciclo.
En el 1º partido Argentina perdió 3-2 contra Puerto Rico, derrotas contra Polonia y Japón, victorias contra Egipto y China dieron la selección el paso a la 2ª fase donde tuvo que enfrentar a dos grandes selecciones como Rusia y Serbia (perdió 3-0, ambos partidos) terminando en el 13.er lugar.
En la World League 2007, y con el proyecto de renovación Argentina perdió los 12 partidos. 
Vinieron los Juegos Panamericanos de Río de Janeiro 2007, después la Copa América y la clasificación para la Copa del Mundo en Japón. Con la titularidad de Guillermo García, Lucas Chavez y Rodrigo Quiroga por primera vez en una competencia de máxima magnitud, la Selección ganó partidos pero no alcanzaron para vencer a potencias como Brasil, Estados Unidos, Bulgaria y Rusia. 
Las esperanzas se trasladaron al Preolímpico de Formosa, en donde el rival a vencer era Venezuela. Como venía sucediendo en diversos momentos de este ciclo de "renovación" para esta competencia clave se convocaron algunos jugadores con experiencia que habían dejado espacio a tantos jóvenes en las etapas anteriores, pero no bastó y Argentina quedó fuera de Beijing 2008.  
En febrero de 2009, asumió la conducción de Tonno Callipo Vibo Valentia, equipo de la Liga Italiana serie A1 concluyendo en la séptima posición. La serie de tres partidos por los cuartos de final en el play off contra Trentino Trento marcaron el punto más alto en la historia del equipo.
En 2010, fue contratado nuevamente para dirigir el seleccionado australiano y en 2012, logró una segunda clasificación histórica a los Juegos Olímpicos de Londres.

## Medalla de bronce en 1988
En 1988, Jon Uriarte integró el equipo de vóley masculino que, el 2 de octubre, obtuvo la medalla de bronce en los Juegos Olímpicos de Seúl 1988, luego de superar a Brasil 3-2 en el partido por el tercer lugar. Los Juegos Olímpicos son considerados la competencia más importante del vóley mundial. Es la única medalla olímpica del vóley argentino, que en Los Ángeles 1984 ya había obtenido diploma olímpico al finalizar en sexto lugar. El equipo argentino estaba integrado por un grupo de jugadores conocidos como Generación del 82, debido a que ese año había alcanzado el tercer puesto en el Campeonato Mundial realizado en Argentina. Se trató también de la primera medalla obtenida en un deporte de equipo colectivo, luego de las medallas de oro obtenidas por el polo en 1924 y 1936, y por el fútbol en 1928. Anticiparía así la tendencia a obtener medallas en otros deportes colectivos como el fútbol, el hockey sobre césped y el básquetbol, a partir de 1996.
La competencia se realizó con doce equipos divididos en dos zonas de seis, en las que debían jugar todos contra todos. Los dos primeros de cada zona clasificaban para las semifinales. En ese momento el reglamento establecía que sólo sumaba puntos en equipo que ganaba con su saque, sistema que años después se modificaría por el actual, que otorga el punto al ganador, sin importar que haya o no sacado. Cada match se jugaba al mejor de cinco sets, de quince puntos cada uno, debiendo el ganador sacar ventaja de dos puntos.
Argentina integró la zona B con Estados Unidos (junto a la Unión Soviética candidatos casi indiscutibles a disputarse la medalla de oro), Holanda, Francia, Japón y Túnez. En los análisis previos Argentina debería disputar con Holanda y Francia la posibilidad de ser escolta de Estados Unidos, asumiendo que los tres perderían su partido contra el equipo estadounidense.
El primer partido lo disputó contra Túnez, el equipo más débil de la zona, ganando tres sets a cero (15-5, 15-11, 15-6); Túnez no habría de ganar ningún set en la competencia. El segundo partido fue contra Japón, ganando 3-1 (15-11, 15-12, 1-15, 15-11), pero perdiendo el tercer parcial por un inexplicable 1-15, que podría complicar sus chances de clasificación en caso de un eventual empate en el segundo lugar.
El tercer partido fue contra Estados Unidos, quién a la postre sería el campeón olímpico. La expectativa previa era intentar ganar algún set, que le permitiera a la Argentina recuperar el que perdió contra Japón. Argentina sin embargo sorprendió a todos ganando los dos primeros sets por 11-15 en ambos casos. En el tercer set Estados Unidos pareció comenzar a imponer su superioridad al ganarlo 15-4. Pero Argentina recuperó el nivel en el cuarto set y estuvo a punto de ganar el match, cuando llegaron empatados a 15, momento en el cual Estados Unidos logró ganar su punto de saque, para ganar el parcial y empatar el partido 2-2. En el último set la Argentina no pudo mantener su nivel y terminó cayendo finalmente 15-7.
El cuarto partido era el partido decisivo por la clasificación contra Holanda, que le había ganado a Francia 3-1 y también la había sacado un set a Estados Unidos. Se anticipaba un encuentro muy disputado, pero la Argentina venció con contundencia en tres sets (15-11, 15-7, 15-8), ubicándose segunda en la zona y asegurándose la clasificación.
El quinto y último partido fue contra Francia, pero la Argentina ya estaba clasificada, debido a lo cual jugó con menor intensidad, cuidando a los jugadores para la etapa siguiente. Francia ganó entonces en tres sets corridos (15-7, 15-5, 15-5).
En la semifinal el equipo argentino debió enfrentar a la Unión Soviética, mientras que en la otra semifinal Estados Unidos enfrentaría a Brasil; los equipos del norte eran amplios favoritos y todos los observadores esperaban un enfrentamiento en la final de las dos superpotencias.
Los dos primeros sets fueron muy disputados: el primero fue ganado por los soviéticos 15-11 y el segundo llegó empatado a 15, momento en que recién los soviéticos lograron sacar una luz, para imponerse 17-15. En el tercer set Argentina pareció sentir el impacto de haber perdido el segundo set y la Unión Soviética terminó ganando su pase a la final al vencer 15-8.
Argentina y Brasil, un clásico sudamericano, debieron enfrentarse entonces la medalla de bronce. Brasil, una potencia mundial del vóley, había sido medalla de plata en los Juegos anteriores y ganaría la de oro en los siguientes.
El equipo argentino ganó con cierta holgura el primer set 15-10. El segundo set llegó a quince con ambos equipos empatados, pero los brasileños lograron quebrar la paridad para atribuírselo por 15-12. En el tercer set Argentina volvió a imponer su superioridad ganando por una ventaja de 15-8, pero Brasil, una vez más emparejó el marcador al obtener el cuarto set 15-12. En el set final Argentina se mostró superior y alcanzó un marcador de 11-4 que la ponía al borde del triunfo, pero al momento de cerrar los argentinos parecieron sentir el significado de la situación y permitieron la recuperación de Brasil, que ganó cinco puntos seguidos, poniéndose a sólo dos. En ese momento Hugo Conte consiguió ganar el punto para la rotación del saque y a continuación Jon Uriarte y Daniel Castellani bloquearon el remate brasileño para ponerse 12-9. En adelante Argentina no permitiría nuevos puntos de Brasil, para ganar 15-9 y obtener el tercer lugar y la medalla de bronce.
El equipo argentino estuvo formado por Daniel Castellani (27), Daniel Colla (24), Hugo Conte (25), Juan Carlos Cuminetti (21), Alejandro Diz (23), Waldo Kantor (28), Eduardo Martínez (26), José de Palma (21), Raúl Quiroga (26), Jon Emili Uriarte (26), Carlos Weber (22) y Claudio Zulianello (23). El director técnico fue Luis Muchaga.
El vóley argentino tendría también actuaciones destacadas en los siguientes Juegos con excepción de Barcelona 1992 y Beijing 2008, saliendo octavos en Atlanta 1996, cuartos en Sídney 2000 y quintos en Atenas 2004, en todos los casos con diploma olímpico.